# ReVamp
ReVamp war eine Symphonic-Metal-Band aus den Niederlanden, die 2009 gegründet und 2016 aufgelöst wurde.

## Geschichte
Nach der Auflösung der Symphonic-Metal-Band After Forever im Jahr 2009 beabsichtigte deren ehemalige Sängerin Floor Jansen, ein neues musikalisches Projekt zu starten. Mit Waldemar Sorychta und dem ehemaligen After-Forever-Keyboarder Joost van den Broek schlossen sich ihr zwei Komponisten an, mit denen sie gemeinsam an einem Album arbeitete. Am 17. Oktober 2009 gab Jansen auf MySpace den Bandnamen ReVamp bekannt. Nachdem das Album fertiggestellt war, formierte sich Anfang 2010 die Besetzung, in der sich die Band fortan bei ihren Live-Auftritten präsentierte: Floor Jansen (Gesang), Arjan Rijnen und Jord Otto (Gitarre), Jaap Melman (Bass), Ruben Wijga (Keyboard) und Matthias Landes (Schlagzeug). Die Band trat unter anderem beim Graspop Metal Meeting am 25. Juni 2010 in Dessel (Belgien) auf. Das Debüt-Album der Band mit dem Titel ReVamp wurde im Mai 2010 in Europa sowie im Juli 2010 in den USA veröffentlicht. Das Album erreichte Platz 58 in den niederländischen Charts. Bereits zur Gestaltung des Debüts nutzte die Band den griechischen Buchstaben Omega (Ω) als Logo.
2011 musste die Band mehrere Konzerte – darunter eine geplante Tournee durch Lateinamerika – aufgrund gesundheitlicher Probleme von Floor Jansen absagen. Am 1. Oktober 2012 wurde Floor Jansen als Gastsängerin für die restlichen Konzerte der laufenden Imaginaerum World Tour der Symphonic-Metal-Band Nightwish vorgestellt.  Nach Abschluss der Tournee beteiligte sich Jansen an den Aufnahmen zu dem zweiten Album von ReVamp. Am 15. Mai 2013 wurde bekannt gegeben, dass Bassist Jaap Melman die Band verlassen hat. Zugleich wurde Henk Vonk als Nachfolger präsentiert. Das zweite Album Wild Card wurde am 23. August 2013 veröffentlicht. Auf dem Album wurde Jansens Burnout-Syndrom, welches 2011 zu der Absage der Lateinamerika-Tournee 2011 geführt hatte, konzeptionell aufgegriffen. Es erreichte Platz 21 in den finnischen und Platz 43 in den niederländischen Charts.
Am 9. Oktober 2013 wurde Floor Jansen als offizielle Sängerin bei Nightwish bestätigt. Nach Angaben Jansens bleibt der Fortbestand von ReVamp davon jedoch unberührt. Im November 2013 folgte eine gemeinsame Europa-Tournee mit der Melodic-Power-Metal-Band Kamelot. Im April und Mai 2014 absolvierten ReVamp ihre erste Nordamerika-Tournee mit den Bands Iced Earth und Sabaton. Nachdem die Gruppe zunächst eine langfristige Pause verkündete, gaben die Musiker im September 2016 ihre Auflösung bekannt. Jansen wolle sich in ihrer musikalischen Tätigkeit auf Nightwish konzentrieren.

## Stil
Die Musik der Gruppe entspricht dem Symphonic Metal. Zur genaueren Differenzierung wird ReVamp mit weiteren Interpreten des Female-Fronted Symphonic-Metals, vornehmlich mit After Forever und Nightwish, verglichen. An beiden Vergleichsgrößen war Floor Jansen zeitweise als Sängerin beteiligt. Das Internetportal Musikreviews vergleicht die Gruppe hingegen mit „modern und kommerziell ausgerichteten Alben von WITHIN TEMPTATION“. Der Klang der Gruppe sei enorm vielschichtig und nutze sowohl Grooves, tiefergestimmtes Stakkato-Riffing, aggressiv ballernde Drums und gelegentliche Gast-Growls als auch Bombast-Kitsch, klassische Orchestrierungen und Chöre.
Der Band wird insbesondere aufgrund des Gitarrenspiels und Jansens Stimmvolumen hohe Eigenständigkeit im Genre zugesprochen. Jansens Gesang wird hohe Variabilität bescheinigt, welche von „opernhaftem Sopran über die angenehme Wärme tieferer Tonlagen bis hin zur kraftvollen Rock-Röhre“ reiche.
Das Gitarrenspiel wird ebenfalls als äußert variabel umschrieben. Die Musik greife in der Verwendung der E-Gitarre sowohl auf Elemente des Progressive- wie des Nu- und Thrash-Metals zurück. Das Keyboard sorge unterdessen für symphonische Elemente.

## Diskografie
Studioalben

| Jahr | Titel Musiklabel             | Höchstplatzierung, Gesamtwochen, AuszeichnungChartplatzierungen (Jahr, Titel, Musiklabel, Platzierungen, Wochen, Auszeichnungen, Anmerkungen) | Höchstplatzierung, Gesamtwochen, AuszeichnungChartplatzierungen (Jahr, Titel, Musiklabel, Platzierungen, Wochen, Auszeichnungen, Anmerkungen) | Höchstplatzierung, Gesamtwochen, AuszeichnungChartplatzierungen (Jahr, Titel, Musiklabel, Platzierungen, Wochen, Auszeichnungen, Anmerkungen) | Höchstplatzierung, Gesamtwochen, AuszeichnungChartplatzierungen (Jahr, Titel, Musiklabel, Platzierungen, Wochen, Auszeichnungen, Anmerkungen) | Höchstplatzierung, Gesamtwochen, AuszeichnungChartplatzierungen (Jahr, Titel, Musiklabel, Platzierungen, Wochen, Auszeichnungen, Anmerkungen) | Anmerkungen                           |
| Jahr | Titel Musiklabel             | DE | AT | CH | NL | BEF | Anmerkungen                           |
| ---- | ---------------------------- | --- | --- | --- | --- | --- | ------------------------------------- |
| 2010 | ReVamp Nuclear Blast (NB)    | — | — | — | NL58 (2 Wo.)NL | — | Erstveröffentlichung: 28. Mai 2010    |
| 2013 | Wild Card Nuclear Blast (NB) | — | — | — | NL43 (1 Wo.)NL | BEF97 (2 Wo.)BEF | Erstveröffentlichung: 23. August 2013 |